# Pedra-de-iemanjá
Pedra-de-iemanjá (nome científico: Meandrina brasiliensis; por vezes denominada Meandrina braziliensis; nomeada, em inglêsː rose coral) é uma espécie de cnidário antrozoário marinho e colonial da família dos meandrinídeos (Meandrinidae), classificada por Milne Edwards & Haime, em 1848; descrita como Ctenophyllia brasiliensis no texto "Recherches sur les polypiers. Mémoire 4. Monographie des Astréides (1)". Annales des Sciences Naturelles, Zoologie, Series 3. 10: 209-320, pls. 5-9. Habita fundos de recifes do oeste do oceano Atlântico, entre dois e 60 metros de profundidade, sendo endêmica da costa do Brasil.

## Descrição de sua estrutura e ecologia
Segundo texto publicado pela Universidade Federal da Bahia, esta espécie de coral possui colônias com formas aproximadamente hemisféricas e baixas, ou elípticas e alongadas; com duas variações morfológicas característicasː uma livre do substrato, vivendo em águas muito rasas (entre os 2 a 4 metros de profundidade) ou mesmo em profundidades maiores (de 30 a 60 metros); e uma outra forma, fixa no substrato de recifes. Colônias mais profundas possuem os septos mais delicados do que as formas que habitam águas rasas; todas habitando águas limpas e protegidas, com substratos horizontais ou de entulhos de conchas, algas calcárias e pedaços de coral. Seus esqueletos, ou estruturas, têm curtos vales flabello-meandroides com margens onduladas. As suas colônias podem consistir em um vale ou em alguns vales irradiados de seu ponto de crescimento original. Em vida, seus pólipos apresentam coloração castanha ou castanho-amarelada.

## Conservação
Em 2005, a pedra-de-iemanjá foi classificada como vulnerável na Lista de Espécies da Fauna Ameaçadas do Espírito Santo; e em 2018, constou no Livro Vermelho da Fauna Brasileira Ameaçada de Extinção do Instituto Chico Mendes de Conservação da Biodiversidade (ICMBio) sob a rubrica de "dados insuficiente".